# ليزا مارشال
ليزا مارشال (مواليد 12 سبتمبر 1987) هي لاعبة تنس محترفة سابقة في جنوب إفريقيا. 
ولدت في مدينة كيب تاون، ظهرت في القرعة الرئيسية الوحيدة لجولة اتحاد لاعبات التنس المحترفات في بطولة ستراسبورغ الدولية لعام 2007، حيث شاركت الألمانية جانين تيزولزي في مباريات الزوجي. 

## نهائيات الـ ITF
| عنوان تفسيري       |
| ------------------ |
| بطولات 10000 دولار |

### مباريات زوجي: 5 (1-4)
| حصيلة                     | لا. | تاريخ          | المسابقة                  | سطح   | شريك               | الخصم                          | نتيجة              |
| ------------------------- | --- | -------------- | ------------------------- | ----- | ------------------ | ------------------------------ | ------------------ |
| الفائز                    | 1.  | 27 أكتوبر 2007 | كيب تاون ، جنوب أفريقيا   | الصعب | ليزان دو بليسيس    | تيجان إدواردز جويل ليمنز       | 6-2 ، 6-3          |
| المتسابق الثاني في السباق | 1.  | 17 أغسطس 2008  | إيلاوا، بولندا            | فخار  | آنا موفسيسيان      | إيما بوهش رومانا تاباك         | 3-6 ، 2-6          |
| المتسابق الثاني في السباق | 2.  | 24 أغسطس 2008  | Kędzierzyn-Koźle ، بولندا | فخار  | إليزافيتا ريباكوفا | سيمونا دوبرا إيفيتا جيرلوفا    | 6–4 ، 0–6 ، [6–10] |
| المتسابق الثاني في السباق | 3.  | 2 نوفمبر 2008  | بريتوريا، جنوب أفريقيا    | الصعب | سورينا دي بير      | كريستي بوتجيتر بيانكا سوانبويل | 3-6 ، 3-6          |
| المتسابق الثاني في السباق | 4.  | 16 أغسطس 2009  | تالين ، إستونيا           | الصعب | اليشم هوبر         | آنا أورليك ديانا Marcinkēviča  | 1-6 ، 6-0 ، [7-10] |

## الروابط الخارجية
- على موقع رابطة محترفات كرة المضرب
- ليزا مارشال في موقع الاتحاد الدولي لكرة المضرب